# Station Portarlington
Station Portarlington is een spoorwegstation in Portarlington in het Ierse  graafschap Laois. Het station ligt aan de lijn Dublin - Cork. De lijn Dublin - Galway takt in Portarlington van deze lijn af richting het westen. 

## Verbindingen
In de dienstregeling van Iarnród Éireann voor 2015 heeft Portarlington verbindingen met Galway, met Westport en Ballina, met Limerick en met Dublin. De treinen van Dublin naar Cork passeren het station zonder er te stoppen.
Galway wordt acht keer per dag bediend, Westport/Ballina vijf keer per dag. Richting Limerick stopt een enkele trein in Portarlington. Voor Cork moet eerst naar Portlaoise gereisd worden waar de trein naar Cork wel stopt. Naar Dublin gaan meerdere treinen per uur.